# Mérione de Perse
Meriones persicus
Espèce
Statut de conservation UICN

 LC  : Préoccupation mineure
Le Mérione de Perse (Meriones persicus ou Meriones (Parameriones) persicus) est une espèce qui fait partie des rongeurs. C'est une gerbille de la famille des Muridés. On la trouve dans de nombreux pays du Moyen-Orient, jusqu'à 3 250 m d'altitude.